# Лядинская
Лядинская (Лядина) — исчезнувшая деревня на территории Пудожского района Карелии. Находилась на реке Шалица между Тягозером и Купецким озером, в 1,5 км к востоку от деревни Бураково.

## История
По состоянию на 1873 год в деревне было 18 дворов, население составляло 102 человека. Название деревни — Лидинская. Местонахождение — Купецкое озеро.
По состоянию на 1905 год деревня в составе Бураковского общества Авдеевской волости Пудожского уезда Олонецкой губернии. Согласно «Списку населённых мест Олонецкой губернии», расстояние от уездного города и почтового отделения — 41 верста, от волостного правления — 4 версты, от пароходной пристани — 56 верст, от ближайшего поселения и школы — 1 верста. Население состояло из 162 крестьян (мужского пола было 86, женского — 76). Крестьянских семей 22, дворов — 23. Имелось 4 лошади, 25 коров и 20 голов прочего скота.
На картах конца 1980-х деревня указана как часть деревни Бураково.